# Raúl Suazo Lagos
José Raúl Suazo Lagos (La Lima; 19 de septiembre de 1944) es un exfutbolista hondureño que jugaba como delantero.
Nació en La Lima a diferencia de sus hermanos que nacieron en Tela, también futbolistas, René y Carlos.

## Trayectoria
Desde 1962 a 1974 jugó en el Olimpia de Tegucigalpa, consiguiendo 2 Liga Mayor de Francisco Morazán, 2 Liga Amateur de Honduras, 4 Ligas Nacionales y la Copa de Campeones de la Concacaf 1972.

## Selección nacional
En 1963 y 1967, participó con la selección de Honduras en el Campeonato de Naciones de la Concacaf, logrando el cuarto y tercer puesto respectivamente. También estuvo en las clasificatorias para la Copa Mundial de 1966 y el Campeonato Concacaf 1965.

### Participaciones en Campeonatos Concacaf
| Copa                                          | Sede        | Resultado     | Part. | Goles |
| --------------------------------------------- | ----------- | ------------- | ----- | ----- |
| Campeonato de Naciones de la Concacaf de 1963 | El Salvador | Cuarto puesto | 4     | 0     |
| Campeonato de Naciones de la Concacaf de 1967 | Honduras    | Tercer puesto | 4     | 0     |

## Palmarés

### Títulos regionales
| Título                       | Equipo  | País     | Año  |
| ---------------------------- | ------- | -------- | ---- |
| Liga Mayor Francisco Morazán | Olimpia | Honduras | 1963 |
| Liga Mayor Francisco Morazán | Olimpia | Honduras | 1964 |

### Títulos nacionales
| Título        | Equipo  | País     | Año     |
| ------------- | ------- | -------- | ------- |
| Liga Amateur  | Olimpia | Honduras | 1963-64 |
| Liga Amateur  | Olimpia | Honduras | 1964    |
| Liga Nacional | Olimpia | Honduras | 1966-67 |
| Liga Nacional | Olimpia | Honduras | 1967-68 |
| Liga Nacional | Olimpia | Honduras | 1969-70 |
| Liga Nacional | Olimpia | Honduras | 1971-72 |

### Títulos internacionales
| Título                           | Equipo  | País     | Año  |
| -------------------------------- | ------- | -------- | ---- |
| Copa de Campeones de la Concacaf | Olimpia | Honduras | 1972 |